# Wolfgang Reissenbusch
Wolfgang Reissenbusch, auch Wolfgang Reißenpusch bzw. Wolfgang Reisenbusch (* um 1480 in Torgau; † 1540 in Haus Lichtenbergk) war ein deutscher Humanist, Rechtswissenschaftler und Theologe.

## Leben
Der Sohn des Johannes Reissenbusch immatrikulierte sich im Sommersemester 1499 an der Universität Leipzig und wechselte im Stiftungssemester (dem ersten Semester der jüngst gestifteten Hochschule) 1502 an die Universität Wittenberg, wo er sich um Weihnachten desselben Jahres das Baccaulaureat der artistischen Künste erwarb. Er war anscheinend ein Freund Wolfgang Pollichs, des Sohnes des Wittenberger Gründungsrektors Martin Pollich, mit dem er einen gemeinsamen Studienweg teilte. In den nächsten Jahren findet man ihn als Baccalaureus der Rechte wieder, der im Sommersemester 1507 Vorlesungen über Institutionen las. 
1508 bezog er auf Empfehlung des Christoph von Scheurl die Universität Bologna, wo er am 29. Juli 1510 zum Doktor der Rechte promovierte. Vor dem 8. Oktober 1510 kehrte er wieder nach Wittenberg zurück, wo er extraordiniert den Titulus de actionibus in Vorlesungen am Sonntag behandelte. So fand er Zugang zur juristischen Fakultät und verwaltete im Wintersemester 1511 das Rektorat der Wittenberger Hochschule. Nach dem Tode des Antoniter-Präzeptors Goswin von Orsoys schied Reissenbusch aus dem Lehrkörper der Universität aus, um Nachfolger in beiden Ämtern zu werden. 
Wenn auch das Amt des Kanzlers später an Bedeutung verlor, so scheint es doch Reissenbusch bis zu seinem Tode ausgeübt zu haben. Denn noch 1533 erschien er als Kanzler der Wittenberger Hochschule. Reissenbuschs humanistische Gesinnung lässt sich nicht nur am Umgang mit Scheuerl und Wolfgang Pollich erkennen. 1520 verließ er das Antoniterkloster Haus Lichtenbergk, um nicht dem päpstlichen Gesandten Karl von Miltitz zu begegnen, während die Verhandlungen mit Luther stattfanden. Dennoch kam es unter seiner Leitung zum Übertritt der Prettiner Antoniter-Herren zum neuen Bekenntnis. 
Bereits 1515 als kurfürstlicher Rat bezeichnet und nachweisbar 1520 von Kurfürst Friedrich dem Weisen in diplomatischer Mission verwendet, war er auch von Herzog Johann Friedrich ins Vertrauen gezogen worden. Daneben verwaltete er nach Auflösung des Antoniterkonventes 1525 das einstige Klostergebäude Lichtenbergk (bei Prettin) nach dessen Übergabe an den Landesherrn. Dafür bezog er von seinem Kurfürsten ein jährliches Gehalt von 300 Gulden. 1535 stiftete er dem Wittenberger Rat ein Kapitel, damit ein Student eines Wittenberger Bürgers jährlich 25 Gulden bekam.
Im April 1525 schloss er die Ehe mit der Tochter eines Schneiders in Torgau namens Anna Herzog, nachdem Martin Luther seine Heiratsabsichten in einem offenen Brief befürwortet hatte. Ihm widmete zu seiner Heirat Johannes Bugenhagen seine Schrift Vom ehelichen Stande der Bischöfe und Diakone (Wittenberg 1525). 
Reissenbuschs Tochter heiratete den Wittenberger Juristen Heinrich Schneidewein.